# معرض الصقور والصيد السعودي الدولي
معرض الصقور والصيد السعودي الدولي معرض سنوي ينظمه نادي الصقور السعودي انطلق في نسخته الأولى عام 2018م، ويهتم المعرض بموروث الصقارة والصيد وأنشطة الرحلات البرية في فعالية ثقافية وترفيهية. ويهدف للتعريف بتراث السعودية وهويتها الوطنية ونقلها للأجيال القادمة، والمساهمة في تعزيز هواية الصقارة ونقلها للعالم وإنشاء منصة للتواصل بين الهواة والمحترفين؛ من أجل تطوير صناعة الصقارة والصيد والنهوض بالحركة الثقافية والترفيهية في جميع أنحاء العالم.

## عن المعرض
- انطلق معرض الصقور السعودي الدولي في نسختيه الأولى والثانية تحت مسمى (معرض الصقور والصيد السعودي) خلال عامي 2018 و2019، ثم تحول اسمه في النسخة الثالثة 2021 إلى (معرض الصقور السعودي الدولي) بسبب التوسعة والمشاركة العالمية الكبيرة في المعرض.[3]
- أقيمت النسخة الثانية من المعرض عام 2019 على مساحة تقارب 36 ألف متر مربع، وذلك على امتداد طريق المطار بالقرب من واجهة الرياض، وضم أكثر من 30 قسماً من بينها أقسام عارضي ومنتجي الصقور، والأسلحة، ومستلزمات الصيد والرحلات البرية، ومستلزمات الصقور، ومركزاً تعريفياً بالصقور وتاريخها.[4]
- استقطب المعرض في نسخته الثالثة عام 2021 أكثر من 300 عارضاً من 30 دولة مختلفة حول العالم، وتجاوز عدد الحضور أكثر من 500 ألف زائر خلال 15 يوماً، وبيع نحو 110 آلاف قطعة من أسلحة الصيد والذخيرة، كما شهدت النسخة الثالثة تواجد 350 مشاركاً قدموا من 30 دولة حول العالم، كما تواجدت سبع شركات سعودية مثلت 54 علامة تجارية للأسلحة،[5] ويتوقع القائمون على المعرض أن يحضر المعرض في نسخته الرابعة 2022 أكثر من 550 ألف زائر.[6]

## مسابقة (ريشة صقّار)
أقيمت مسابقة "ريشة صقار" للفنون التشكيلية بالمعرض، حيث تتكون المسابقة من 6 مسارات، هي: (التجريدية - السريالية - الواقعية باستخدام السكين - الكولاج بخامات متعددة - النحت - التشكيل بالحرف العربي "حروفيات") شارك في المسابقة 18 فنانًا وفنانة، حيث تنافس ثلاثة فنانين في كل مسار، من خلال تقديم عمل فني، يتم تحضيره وتنفيذه خلال أيام المعرض.
وقد فاز سلمان الأمير، بمسار الفن الواقعي باستخدام السكين، ومريم الرشيدي، بمسار الفن السريالي، ومحمد آل شايع، بمسار الفن التجريدي، فيما فازت هلا العبدلي، بمسار الكولاج، وفي مسار التشكيل بالحرف العربي (الحروفيات)، فاز خالد المطلق، وفاز أحمد المالكي، بجائزة مسار النحت.

## صقّار المستقبل
صقّار المستقبل، هو عبارة عن تدريبٍ موجّهٍ للأطفال عمليًا، على كيفية الإمساك بالصقر، والتدرُّب على حمله، وتعويد الطفل على ذلك من قبل صقّارين ممارسين. إذ يسعى المعرض إلى التعريف بهذه الهواية وتنميتها في نفوس الأطفال، وإيجاد جيل جديد من صقّاري المستقبل. كما يتضمن "صقار المستقبل" العديد من الفعاليات، منها، أنا الصقر، اصنع صقرك، أطلق صقرك، حرر صقرك، إضافة إلى التفاعل مع الصقر.

### مسابقة صقّار المستقبل
في مسابقة ملواح، نظم نادي الصقور شوطين مخصّصين لصقاري المستقبل، في إطار تشجيع صغار السن على ممارسة هواية رعاية الصقور، حيث شارك 55 صقرًا، وكانت النتائج كالآتي:

#### الشوط الأول
فاز بالشوط الأول صقار المستقبل في فئة الفرخ (قرموشة جير- جير تبع - شاهين - مثلوث حر) فهد بن برغش المنصوري، بصقره (طارق)، وجاء معدي بن بدر العجمي، في المركز الثاني، وإبراهيم بن عبد الله البوعينين، بالمركز الثالثً.

#### الشوط الثاني
في الشوط الثاني - كما حدث في الشوط الأول – فاز فهد بن برغش المنصوري، في فئة القرناس (قرموشة جير، جير تبع، شاهين، مثلوث حر)، بصقره (السلامي)، تلاه مطلق بن فهد الدوسري، وعبد الله بن ثقل الدوسري.